# Samagi Jana Balawegaya

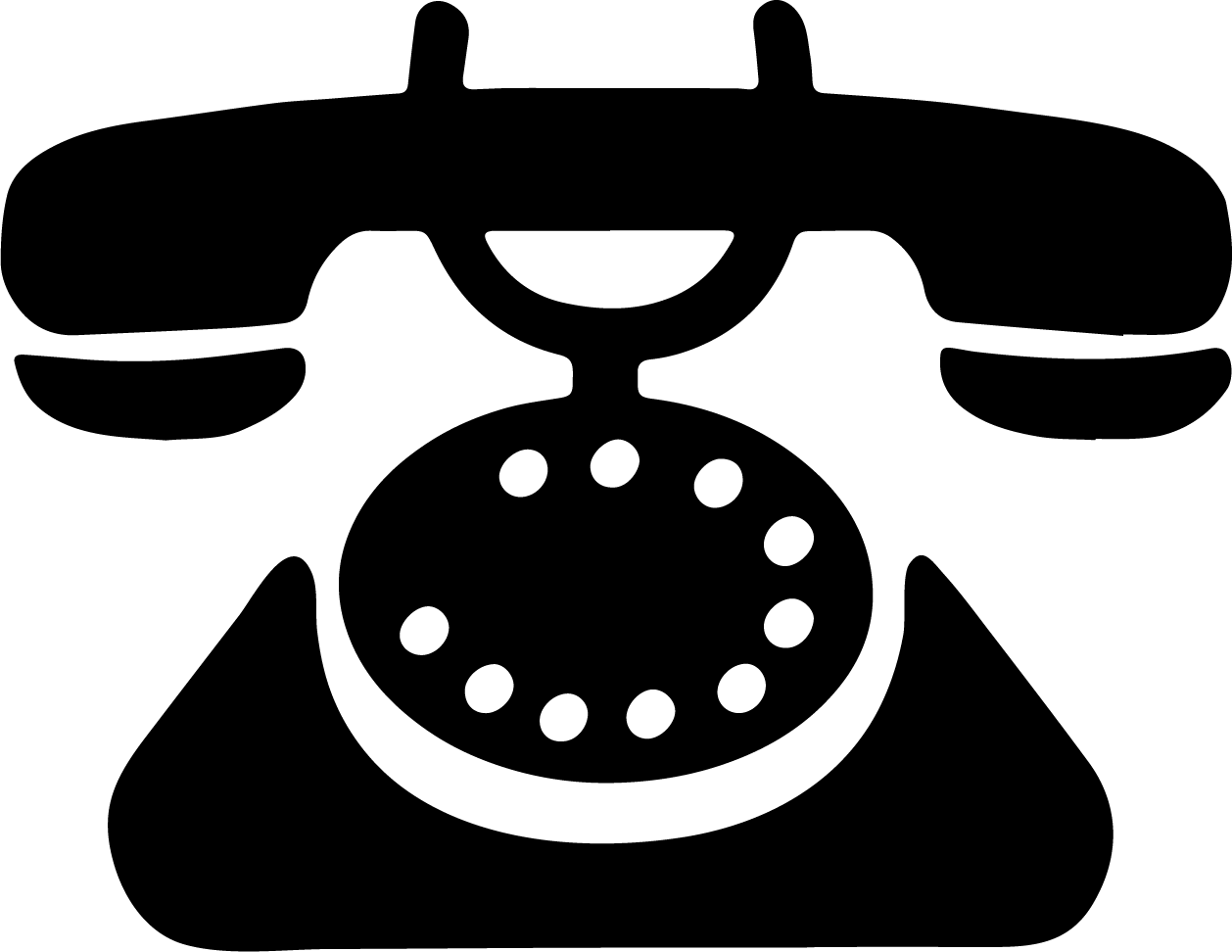
Das Telefon – das offizielle Wahlsymbol der Samagi Jana Balawegaya

Die Samagi Jana Balawegaya (SJB, singhalesisch සමගි ජනබලවේගය, Tamil ஐக்கிய மக்கள் சக்தி, „Vereinte Volksmacht“), englisch manchmal als United National Power (UNP) transkribiert, ist eine im Jahr 2020 gegründete politische Allianz und Partei in Sri Lanka.

## Geschichte
Die Allianz entstand im Vorfeld der anstehenden Parlamentswahl in Sri Lanka 2020. Sie wurde durch Sajith Premadasa, den stellvertretenden Parteivorsitzenden der United National Party (UNP), zunächst unter dem Namen Ape Jathika Peramuna („Unsere Nationale Front“) konstituiert, jedoch am 10. Februar 2020 in Samagi Jana Balawegaya umbenannt. Am 11. Februar 2020 erkannte die Wahlkommission Sri Lankas die SJB als neue Partei mit Parteivorsitzendem Sajith Peremedasa und Generalsekretär Ranjith Madduma Bandara an. Die Gründung spielte sich vor dem Hintergrund eines internen Machtkampfs innerhalb der UNP ab. Die UNP war im Wesentlichen in zwei Fraktionen gespalten, zum einen die Fraktion um den Alt-Parteivorsitzenden Ranil Wickremesinghe und zum anderen die Fraktion um den Ex-Präsidentschaftskandidaten und stellvertretenden Parteivorsitzenden Sajith Premadasa. Nach längeren Diskussionen ergab sich im Januar 2020 eine Einigung, nach der Premadasa Spitzenkandidat bei der kommenden Parlamentswahl und Führer einer UNP-geführten Parteienallianz sein sollte, während Wickremesinghe weiter den UNP-Parteivorsitz behielt.
Am 13. Februar 2020 schlossen sich Jathika Hela Urumaya (JHU), Sri Lanka Muslim Congress (SLMC) und die Tamil Progressive Alliance (TNA) der Allianz an. Später stießen der All Ceylon Makkal Congress, weitere Kleinparteien und Organisationen der Zivilgesellschaft zu der Allianz. Am 2. Mai 2020 hielt die Allianz ihr Gründungstreffen im Nelum Pokuna Theatre in Colombo ab.

### Streit um die Wahlsymbole
Nach der Gründung von Samagi Jana Balawegaya entstand ein Streit um das Wahlsymbol, unter dem die Allianz antreten sollte. Das offizielle Symbol der Ape Jathika Peramuna war das „Telefon“. Die Wickremesinghe-Anhänger in der UNP hatten zunächst darauf bestanden, dass die Wahlallianz unter keinem anderen Symbol, als dem „Elefanten“, dem traditionsreichen und altbekannten Wahlsymbol der UNP, kandidieren solle. Als jedoch Premadasa konkret die UNP-Führung aufforderte, der SJB den „Elefanten“ als Wahlsymbol zu überlassen, regte sich Widerstand, da befürchtet wurde, dass die Partei nach der Wahl das Symbol nicht wieder zurückerhalten werde. Ein Kompromissvorschlag sah vor, dass die SJB als Wahlsymbol den „Schwan“ erhalten solle, der das Wahlsymbol der National Democratic Front (NDF), der Anti-Rajapaksa-Allianz bei den Präsidentschaftswahlen 2015 und 2019, gewesen war, erhalten sollte. Die NDF forderte hierfür den Posten des Generalsekretärs und stellvertretenden Vorsitzenden der SJB, wozu die SJB nicht bereit war. Letztlich entschied sich die SJB-Führung am 13. März 2020 offiziell für das „Telefon“ als Wahlsymbol.
Am 8. Juli 2020 beschwerte sich die UNP bei der Wahlkommission, dass die SJB die Farbe Grün auf ihren Wahlkampfsymbolen verwende, obwohl im SJB-Parteiprogramm Blau als Parteifarbe vorgesehen sei. Grün sei eigentlich die traditionelle Parteifarbe der UNP.

### Trennung von der UNP
Am 7. März 2020 wurde die faktische Trennung der SJB von der UNP deutlich, als die UNP-Führung gegenüber der Wahlkommission ankündigte, dass die UNP unter dem Symbol des „Elefanten“ in 22 der 25 Distrikten Sri Lankas antreten werde. Die SJB stellte wenig später ebenfalls in 22 Distrikten Kandidaten auf. SJB-Funktionäre betonten wiederholt, dass die Gründung der SJB mit dem Einverständnis der UNP-Führung erfolgt sei. Am 29. Mai 2020 suspendierte die UNP-Parteiführung die UNP-Parteimitgliedschaft von 99 UNP-Parteimitgliedern, die sich der SJB angeschlossen hatten, einschließlich der Sajith Premadasas.

## Konstituierende Gruppierungen der Samagi Jana Balawegaya
Die folgende Auflistung gibt die Zusammensetzung der SJB am 3. März 2020 wieder. Einige dieser Gruppierungen kandidierten bei der Parlamentswahl 2020 in einzelnen Wahlbezirken auch als unabhängige Partei (z. B. Sri Lanka Muslim Congress, All Ceylon Makkal Congress).
- Premadasa-Anhänger in der UNP
- Jathika Hela Urumaya
- Sri Lanka Muslim Congress
- Tamil Progressive Alliance
- All Ceylon Makkal Congress
- United Left Front
- Social Democratic Party
- Up-Country People’s Front
- Democratic Left Front
- Organization to protect the SLFP
- Vama Sahayogitha Peramuna
- Ape Janabala Pakshaya
- Ape Parapura Pakshaya
- Eksath Janatha Peramuna
- Nava Kandurata Deshapalana Ekamuthuwa
- Eksath Jathika Nidahas Peramuna